# Edit Lengyel
Edit Lengyel (* 4. Mai 1983) ist eine ungarische Handballtrainerin und ehemalige ‑spielerin.

## Karriere
Edit Lengyel lief in der ersten ungarischen Liga für Dunaferr SE, PEAC-Pikker, BP Kőbánya Spartacus, Veszprém Barabás KC und zuletzt für Kiskunhalas NKSE auf. Mit Dunaferr nahm Lengyel in der Saison 2002/03 am EHF-Pokal teil. Ab 2013 spielte sie in der Handball-Bundesliga bei der TuS Metzingen. Die TusSies nahmen sie unter Vertrag, nachdem mit Laura Glaser, Sabine Stockhorst und Lisa Sagert kurz vor Saisonbeginn drei Torfrauen aufgrund von Verletzungen nicht einsatzbereit waren.
Ab Sommer 2015 stand sie bei Frisch Auf Göppingen unter Vertrag. Nach dem Ende ihrer aktiven Karriere 2021 konzentrierte sie sich nur noch auf das Amt der Torwarttrainerin im Verein.